# Niwki (powiat namysłowski)
Niwki (niem. Niefe) – wieś w Polsce położona w województwie opolskim, w powiecie namysłowskim, w gminie Namysłów.
W latach 1975–1998 miejscowość należała administracyjnie do województwa opolskiego.
W okresie hitlerowskiego reżimu w latach 1937-1945 miejscowość nosiła nazwę Neuenhagen.